# 埃德加·亚当斯
埃德加·亚当斯（英語：Edgar Adams，1868年4月7日—1940年5月5日），美国男子跳水、游泳运动员。他曾代表美国参加1904年夏季奥林匹克运动会，其中在跳水项目上获得一枚银牌。